# Juan Carlos I.
Juan Carlos I. (kroatizirano Ivan Karlo I.; puno ime Juan Carlos Alfonso Víctor María de Borbón y Borbón-Dos Sicilias) (Rim, 5. siječnja 1938.), kralj Španjolske od 1975. do 2014. godine.
U osobi Juana Carlosa restaurirana je ustavna monarhija u Španjolskoj, kada je na čelu države naslijedio diktatora Francisca Franca, na njegov prijedlog i na temelju nasljednih prava dinastije Burbonaca kojih se njegov otac, Juan Burbonski, grof Barcelonski, službeno odrekao u korist svoga sina. Ustav Kraljevine Španjolske, koji je ratificiran na nacionalnom referendumu i koji je donesen 27. prosinca 1978., proglašava Juana Carlosa kraljem Španjolske, i za zakonskoga nasljednika povijesne dinastije.
Dana 2. lipnja 2014. godine španjolski premijer Mariano Rajoy objavio je da je kralj Juan Carlos I. odlučio abdicirati u korist svojeg sina Felipea VI. Juan Carlos Alfonso Víctor María de Borbón y Borbón-Dos Sicilias potpisao je Zakon o abdikaciji 18. lipnja 2014. 

## Životopis
Unuk Alfonsa XIII. te sin Juana Burbonskoga, grofa Barcelonskog i Maríje de las Mercedes de Borbón y Orleans, princeze Obiju Sicilija, Juan Carlos rodio se u Rimu, Italija, 5. siječnja 1938., za vrijeme egzila kraljevske obitelji koja je izbivala iz Španjolske od 1931. Kršten je u kapeli Suverenog malteškog viteškog reda; krstio ga je kardinal Eugenio Pacelli (kasnije papa Pio XII.).
Na razgovoru između Franca i grofa Barcelone 1948. godine dogovoreno je da se princ preseli u Španjolsku da bi tamo nastavio školovanje.
Po tom je dogovoru maturirao u Madridu. Zatim je pohađao Vojnu akademiju u Zaragozi (1955. – 1957.), Vojnopomorsku školu u Pontavedri (1957. – 1958.) i na kraju Zrakoplovnu akademiju u San Javieru (Murcia) (1958. – 1959.). 
29. ožujka 1956., na ljetovanju u kraljevskoj rezidenciji Estoril (Portugal), Juan Carlos sudjelovao je u incidentu u kojem je nesretnim slučajem stradao njegov mlađi brat; točne okolnosti nisu sigurne ali po nekim navodima, sâm Juan Carlos slučajno je iz revolvera ispalio hitac u svoga brata Alfonsa, usmrtivši ga na licu mjesta.
Godine 1962. oženio se Sofijom od Grčke. Plod ovog braka su troje djece: infanta Elena, infanta Cristina i Felipe Burbonski, koji je, nakon što je njegov otac postao španjoskim kraljem, postao nasljednikom krune te dobio titulu princa Asturije, titulu koju nose španjolski prijestolonasljednci. Felipe, iako najmlađe dijete, postao je nasljednikom jer načelo nasljeđivanja krune prednost daje muškim potomcima.
U duhu Zakona o nasljedstvu na mjesto šefa države od 26. lipnja 1947., Franco ga je predložio kao nasljednika titule kralja, a to je potvrdio i Parlament (Cortes) u lipnju 1969., nakon što je položio prisegu da će čuvati Temeljne zakone Kraljevine. Krunu je po pravu trebao naslijediti njegov otac, grof Barcelone, treći sin i nasljednik kralja Alfonsa XIII., međutim zbog ne baš najboljih odnosa s Francom, sve je završilo tako da je došlo do skoka u nasljednoj linji (grof je trebao vladati pod imenom Juan III.). Ovo preskakanje prihvatio je i princ Juan Carlos, uzrokujući određene konflikte unutar kraljevske kuće. Grof Barcelone nije se službeno odrekao svojih nasljednih prava sve do 1977., kada je njegov sin već vladao. Princ Juan Carlos proglašen je za španjolskog kralja pod imenom Juan Carlos I.
Juan Carlos privremeno je preuzeo dužnost poglavara države za vrijeme frankizma (između 19. srpnja i 2. rujna 1974., i 30. listopada i 20. studenoga 1975.), zbog Francove bolesti. Nakon što je Franco umro, proglašen je za kralja 22. studenoga 1975. Službena ceremonija, koja se naziva "Misa de Espíritu Santo" (španjolski "Misa Duha Svetoga" – ekvivalent je ceremoniji krunidbe), održana je 27. studenoga u Crkvi San Jerónimo u Madridu.
Nadnevka 14. ožujka 1977. Grof Barcelonski i službeno se odrekao svojih dinastičkih prava i prava na mjesto glave kraljevske kuće u korist Juana Carlosa. Ovim odreknućem nastavila se povijesna dinastija.

## Vladavina
Na početku vladavine Juana Carlosa usvojen je novi demokratski Španjolski Ustav 27. prosinca 1978., koji između ostaloga definira funkcije Kralja. Taj je Ustav transformirao Španjolsku u parlamentarnu monarhiju zapadnoeuropskoga tipa.
Jedan od najtežih trenutaka koji je obilježio njegovu vladavinu, s kojim se Juan Carlos morao suočiti, bio je pokušaj državnoga udara 23. veljače 1981., poznat kao "23-F". Toga dana, za vrijeme izglasovanja novoga kandidata na mjesto predsjednika španjolske vlade Leopolda Calva Sotela, jedan dio žandarmerije (Guardia Civil), pod vodstvom pukovnika Antonija Tejera, zauzeo je Kongres zastupnika. Istovremeno u Satniji VI. vojnoga okruga (Valencia) general pukovnik Jaime Milans del Bosch okupirao je ulice tenkovima, a zauzeti su i studiji Španjolske televizije (Televisión Española) u Madridu. Intervencija Juana Carlosa I. i njegovo obraćanje narodu putem televizije, polučilo je neuspjeh udara, a kralju je povećala ugled u javnosti i na političkoj sceni. 
Nakon toga događaja, Španjolska se nastavila razvijati u stabilnu demokraciju.

## Abdikacija
Dana 2. lipnja 2014. godine Kralj je objavio da će abdicirati s prijestolja u korist svojeg najstarijeg sina koji će postati Felipe VI. To je prva potpuno svojevoljna abdikacija nekog španjolskog monarha još od Felipea V., koji je isto učinio 1724., iako se poslije 1800. nekoliko monarha prisilno odreklo prijestolja.

## Titule
Juan Carlos I., kao španjolski kralj nosio je sljedeće titule:
- Kralj Španjolske, Kastilje, Leóna, Aragona, Obiju Sicilija, Jeruzalema, Navarre, Granade, Toleda, Valencije, Galicije, Mallorce, Seville, Sardinije, Córdobe, Korzike, Murcije, Menorce, Jaéna, Algarvesa, Algecirasa, Kanarskih otoka, Istočne i Zapadne Indije i Velikooceanskog otočja i zemalja;
- Nadvojvoda Austrije;
- Vojvoda Burgundije, Brabanta, Milana, Atene i Neopatrije;
- Grof Habsburga, Flandrije, Tirola, Rosellóna, i Barcelone;
- Gospodar Biskaja i Moline;
- Vrhovni kapetan Kraljevskih oružanih snaga i njihov Vrhovni zapovjednik;
- Suveren veliki meštar reda Toisón de Oro;
- Veliki meštar reda Karla III.
- Veliki meštar reda Izabele Katoličke
- Veliki meštar reda plemenitih dama Maríe-Luise
- Veliki meštar reda Alfonsa X. Mudrog
- Veliki meštar vojnih redova Montesa, Alcántara, Calatrava i Santiago, kao i drugih manjih vojnih redova
- Vitez reda San Javier, Anunciada, Jarretera i reda Britanskoga carstva.